# Mount Fonda
Mount Fonda ist ein 695 m hoher Berg im westantarktischen Marie-Byrd-Land. Er ragt 10 km südlich des Greegor Peak im nordwestlichen Teil der Swanson Mountains in den Ford Ranges auf.
Wissenschaftler der United States Antarctic Service Expedition (1939–1941) kartierten ihn. Namensgeber ist Howard Breese Fonda (1896–1964), welcher der ersten (1928–1930) und der zweiten Antarktisexpedition (1933–1935) des US-amerikanischen Polarforschers Richard Evelyn Byrd medizinische Versorgungsgüter zur Verfügung gestellt hatte.